# International Council of Nurses
Der International Council of Nurses (ICN), deutsch Weltbund der Krankenschwestern und Krankenpfleger (historische Bezeichnung) bzw. Weltbund der Pflegenden oder seit 2023/24 mit Inkrafttreten des Pflegeberufegesetzes auch Weltbund der Pflegefachpersonen (aktuelle Bezeichnungen), ist ein Zusammenschluss von über 130 nationalen Berufsverbänden der Pflege mit Sitz in Genf. Die deutschen Pflegekräfte werden dort durch den Deutschen Berufsverband für Pflegeberufe (DBfK) vertreten. Vertreter Österreichs ist der Österreichische Gesundheits- und Krankenpflegeverband (ÖGKV), die Pflegenden aus der Schweiz werden durch den Schweizer Berufsverband der Pflegefachfrauen und Pflegefachmänner (SBK) repräsentiert.
Der ICN vertritt weltweit Millionen von Pflegekräften. Offiziell besteht er seit 1899; der erste ordentliche Kongress fand im Juli 1904 in Berlin statt, bei dem sich eine englische, eine irische und eine US-amerikanische Gruppe mit der deutschen Berufsorganisation von Agnes Karll offiziell zu einem internationalen Verband zusammenschlossen.

## Hauptaktivitäten
Der ICN identifiziert drei entscheidende Bereiche für die Verbesserung von Pflege und Gesundheit. Als sogenannten ICN-Säulen gelten Berufspraxis, Regulierung und sozio-ökonomische Wohlfahrt. Die International Classification of Nursing Practice (ICNP®) – eine gemeinsame Kodiersprache für pflegerelevante Daten bzw. Pflegediagnosen weltweit sowie Leadership for Change™ sind weitere Projekte des ICN, die unter professionelle Praxis fallen, das Projekt Leadership in Negotiation gehört dagegen zur sozialökonomischen Wohlfahrt.
Der ICN unterhält Netzwerke und Verbindungen zu nationalen, regionalen und internationalen Pflege- und Nicht-Pflegeorganisationen, um die Pflege für die Gegenwart und Zukunft zu positionieren. Dazu gibt er unter anderem Richtlinien, Publikationen, und Benchmarking-Tools heraus, leitet Konferenzen und offeriert Bildungsangebote.

### Strategische Planung 2024–2028
Die aktuelle Strategieplanung nennt als Vision, dass die globale Gemeinschaft Pflege und Pflegefachkräfte anerkennt, unterstützt und in sie investiert, um Gesundheit für alle zu fördern und zu gewährleisten. Der ICN möchte die Profession Pflege als globale Stimme anführen. Dies soll mittels Empowerment, sozialer Inklusion (inclusivity), Innovation und Verantwortung (accountability) geschehen und fünf festgelegte Ziele erreichen:
- I. Globale Stimme, Einfluss und Wirkung;

→ strategische Führung übernehmen, um die Gestaltung und Umsetzung globaler und regionaler Gesundheits-, Sozial-, Bildungs-, Regulierungs- und Wirtschaftspolitiken zu informieren und zu beeinflussen, damit diese die Gesundheit aller fördern und den Pflegeberuf voranbringen.
- II. Personallösungen und Pflege-Empowerment;

→ nachhaltige Veränderungen und Einfluss schaffen, um Pflegepersonal für die Zukunft aufzubauen und zu halten.
- III. Mitgliedervitalität;

→ Stärkung der nationalen Pflegeverbände, um ihre Mitgliederzahlen zu steigern, den Pflegeberuf in ihrem Land zu fördern und wichtige Herausforderungen des Gesundheitssystems auf regionaler und nationaler Ebene anzugehen.
- IV. Führungskraft zur Transformation der Pflegepraxis auf allen Ebenen;

→ die Formulierung zukunftsorientierter Strategien anführen, die den Pflegeberuf fördern und aufwerten und die Gesundheitssysteme stärken.
- V. Diversifizierung und wachsender Ertrag an Nachhaltigkeit;

→ erweitern und steigern ertraggenerierender Möglichkeiten, um die ICN-Ziele zu unterstützen, wirtschaftliche Aspekte zu diversifizieren und Nachhaltigkeit zu fördern.

## Festlegung der Aufgaben von Pflegefachpersonal
Die fünf grundlegenden Aufgaben von Pflegefachpersonen sind gemäß der ICN-Richtlinien:
- Gesundheit zu fördern
- Krankheit zu verhüten
- Gesundheit wiederherzustellen
- Leiden zu lindern
- Achtung vor dem Leben und vor der Würde des Menschen

Der Kodex von 1953 enthält folgende Elemente (Abschnitte)
1. Pflegende und ihre Mitmenschen
2. Pflegende und die Berufsausübung
3. Pflegende und die Profession
4. Pflegende und ihre Kollegen

## Präsidentinnen und Präsidenten des ICN
- 1899–1904 Ethel Bedford-Fenwick (Vereinigtes Königreich)
- 1904–1909 Susan McGahey (Australien)
- 1909–1912 Agnes Karll (Deutschland)
- 1912–1915 Annie Warburton Goodrich (Vereinigte Staaten)
- 1915–1922 Henny Tscherning (Dänemark)
- 1922–1925 Sophie Mannerheim (Finnland)
- 1925–1929 Nina Gage (China)
- 1929–1933 Léonie Chaptal (Frankreich)
- 1933–1937 Alicia Lloyd Still (Vereinigtes Königreich)
- 1937–1947 Effie J. Taylor (Vereinigte Staaten)
- 1947–1953 Gerda Höjer (Schweden)
- 1953–1957 Marie Bihet (Belgien)
- 1957–1961 Agnes K. Ohlson (Vereinigte Staaten)
- 1961–1965 Alice Clamageran (Frankreich)
- 1965–1969 Alice Girard (Kanada)
- 1969–1973 Margrethe Kruse (Dänemark)
- 1973–1977 Dorothy Cornelius (Vereinigte Staaten)
- 1977–1981 Olive Anstey (Australien)
- 1981–1985 Eunice Muringo Kiereini (Kenia)
- 1985–1989 Nelly Garzón Alarcón (Kolumbien)
- 1989–1993 Mo-Im Kim (Südkorea)
- 1993–1997 Margretta Styles (Vereinigte Staaten)
- 1997–2001 Kirsten Stallknecht (Dänemark)
- 2001–2005 Christine Hancock (Vereinigtes Königreich)
- 2005–2009 Hiroko Minami (Japan)
- 2009–2013 Rosemary Bryant (Australien)
- 2013–2017 Judith Shamian (Kanada)
- 2017–2021 Annette Kennedy (Irland)
- 2021–2025 Pamela Cipriano (Vereinigte Staaten)
- seit Juni 2025 José Luis Cobos Serrano (Spanien)

Nach 126 Jahren Bestehen wurde im Juni 2025 beim ICN-Kongress in Helsinki (Finnland) erstmalig ein Mann zum Präsidenten gewählt.